# Beyond Blunderdome
"Além da Mancada do Trovão" (Beyond Blunderdome) é o primeiro episódio da décima primeira temporada de Os Simpsons, que foi exibido originalmente em 26 de setembro de 1999 e conta com a participação especial do ator Mel Gibson, que no episódio está estrelando uma refilmagem do clássico Mr. Smith Goes to Washington.
O título do episódio é um paródia do título do filme Mad Max - Além da Cúpula do Trovão (Mad Max Beyond Thunderdome), estrelado por Gibson.

## Sinopse
Homer dirige - e destrói - um novo carro elétrico para poder ganhar um brinde grátis, que acaba sendo ingressos gratuitos para uma refilmagem do clássico Mr. Smith Goes to Washington, com Mel Gibson no papel principal. O filme é apreciado por todos, menos Homer. Gibson lamenta seu atual papel não violento e quer que alguém lhe dê críticas.
Quando Homer vê Gibson conversando com Marge, ele faz uma crítica brutal, levando Gibson a acreditar que Homer é o único homem corajoso o suficiente para lhe dar sugestões. Ele então pede a ajuda de Homer para criar um final melhor para filme. Com várias idéias malucas, Homer acaba elaborando um final  controverso demais.